# Droga wojewódzka 866
Die Droga wojewódzka 866 (DW 866) ist eine 19 Kilometer lange Droga wojewódzka (Woiwodschaftsstraße) in der polnischen Woiwodschaft Karpatenvorland, die Dachnów mit Budomierz und dem darauffolgenden dem Grenzübergang zur Ukraine verbindet. Die Strecke liegt im Powiat Lubaczowski.

## Streckenverlauf
Woiwodschaft Karpatenvorland, Powiat Lubaczowski
-  Dachnów (DW 865)
-  Lubaczów (DW 867)
- Lisie Jamy
- Wólka Krowicka
- Krowica Hołodowska
- Budomierz
-  Grenzübergang in die  Ukraine